# Verwaltungsgliederung Somalias

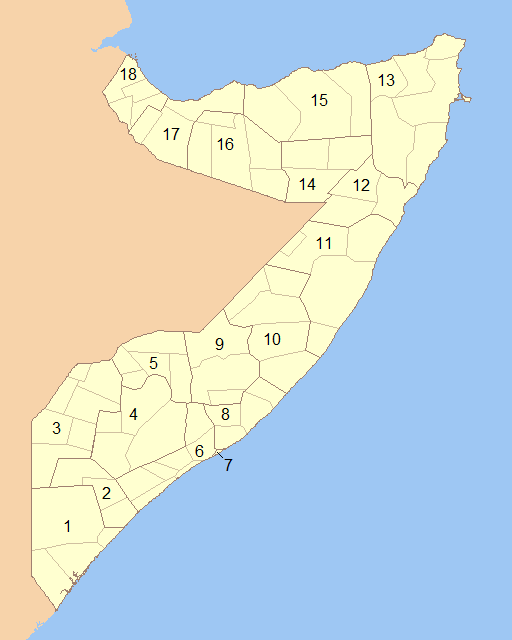
Karte der Regionen und Distrikte Somalias

Die offizielle Verwaltungsgliederung Somalias, die in ihrer zuletzt gültigen Form 1974 eingeführt wurde, teilt das Land in 18 Regionen ein (Plural Gobolada, Singular Gobol-ka), die ihrerseits in Distrikte untergliedert sind.
Diese Gliederung hat seit dem Sturz der Regierung unter Siad Barre und dem Ausbruch des somalischen Bürgerkrieges 1991 nur mehr beschränkte Bedeutung, da keine funktionierende Regierung existiert. Die Gebiete Somaliland und Puntland im Norden Somalias sind faktisch autonom und haben für ihre Verwaltung die vorher bestehende Einteilung grundsätzlich übernommen, jedoch verschiedentlich abgeändert.
Weite Teile von Süd- und Zentralsomalia sind zwischen verschiedenen Clans und Kriegsparteien umkämpft. Neben Somaliland und Puntland haben im Verlauf des Krieges weitere Gebiete wie Südwestsomalia, Jubaland, Galmudug und Maakhir ihre Autonomie oder Unabhängigkeit ausgerufen. Sie konnten ihre Verwaltungsstrukturen jedoch nicht in dem Maße festigen, wie dies in Puntland und Somaliland gelang.
Für die Bundesrepublik Somalia wurde im Dezember 2014 die gesetzliche Grundlage zur Bildung der Boundary and Federalization Commission geschaffen, einer Kommission, die im Rahmen einer Neuordnung mit der Feststellung und Verhandlung der Grenzen zwischen ihren föderalen Mitgliedsstaaten (bislang autonomen Regionen) beauftragt ist.

## Regionen und Distrikte (Zentralstaat, ab 1974)
Die Nummern entsprechen den Nummern in der Karte.
| Nr. | Region          | Hauptstadt             | Distrikte                                                                                       | Bemerkungen              |
| --- | --------------- | ---------------------- | ----------------------------------------------------------------------------------------------- | ------------------------ |
| 1   | Basso Giuba     | Kismaayo               | Afmadow, Badhaadhe, Kismaayo (Chisimaio), Jamaame (Margherita)                                  |                          |
| 2   | Medio Giuba     | Bu’aale                | Bu'aale, Jilib, Sakow                                                                           |                          |
| 3   | Ghedo           | Garbahaarreey          | Baardheere, Beledhawo, Doolow, El Waaq (Ceelwaaq), Garbahaarreey, Luuq                          |                          |
| 4   | Bai             | Baidoa                 | Baidoa, Buurhakaba, Dinsor, Qansah Dhere                                                        |                          |
| 5   | Bakool          | Huddur                 | Bab-Dhuure, El Barde (Ceelbarde), Xuddur, Tiyeeglow                                             |                          |
| 6   | Basso Scebeli   | Merka                  | Afgooye, Baraawe, Kurtun Warrey, Merka, Sablale, Qoryooley, Wanlaweyne                          | früher Teil von Banaadir |
| 7   | Banaadir        | Mogadischu             |                                                                                                 | Landeshauptstadt         |
| 8   | Medio Scebeli   | Jawhar                 | Adale, Aden Yabal, Balad, Jawhar                                                                | früher Teil von Banaadir |
| 9   | Hiiraan         | Beledweyne             | Beledweyne, Buulobarde (Bulo Burti), Jalalaqsi                                                  |                          |
| 10  | Galguduud       | Dhuusamarreeb          | Abudwak (Caabudwaaq), Adaado (Cadaado), El Buur (Ceelbuur), Eldheere (Ceeldhere), Dhuusamarreeb |                          |
| 11  | Mudug           | Gaalkacyo              | Gallacaio, Galdogob, Haradhere, Hobyo (Obbia), Jirriiban                                        | teilweise Puntland       |
| 12  | Nugaal          | Garoowe                | Burtinle, Garoowe, Eyl                                                                          | Puntland                 |
| 13  | Bari            | Boosaaso               | Aluula (Caluula), Benderbeyla, Boosaaso, Iskushuban, Qandala, Qardho                            | Puntland                 |
| 14  | Sool            | Las Anod (Laascaanood) | Aynaba (Caynaba), Las Anod (Laascaanood), Taleh (Taleex), Xudun                                 | Somaliland/Puntland      |
| 15  | Sanaag          | Erigabo                | Badhan, El Afweyn (Ceel Afweyn), Erigabo, Laasqorey                                             | Somaliland/Puntland      |
| 16  | Togdheer        | Burao                  | Buhoodle, Burao, Oodweyne, Sheikh                                                               | Somaliland               |
| 17  | Woqooyi Galbeed | Hargeysa               | Berbera, Gabiley, Hargeysa                                                                      | Somaliland               |
| 18  | Awdal           | Baki                   | Baki, Boorama, Lughaya, Zeila (Saylac)                                                          | Somaliland               |

## Regionen und Distrikte nach Bundesstaaten (nach 2012)

### Somaliland

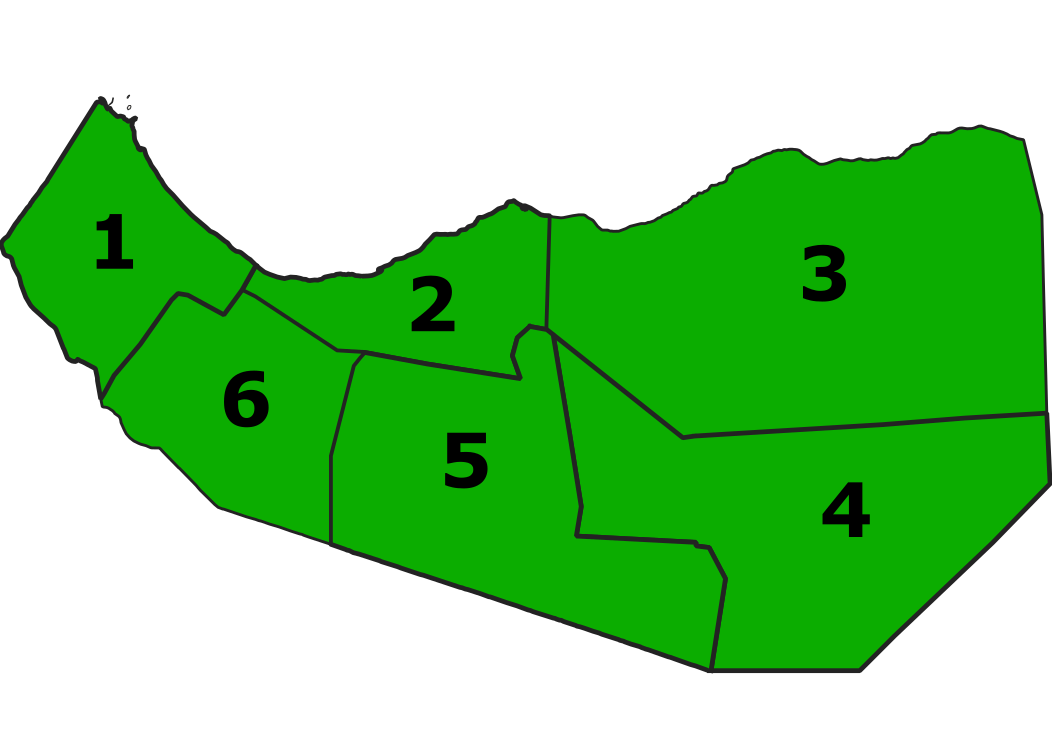
Regionen Somalilands:
1. Awdal
2. Sahil
3. Sanaag
4. Sool
5. Togdheer
6. Maroodi Jeeh (Hargeysa)

Das faktisch autonome Somaliland beansprucht die Regionen Awdal, Sanaag, Sool, Togdheer und Woqooyi Galbeed. Letztere wurde in zwei Regionen aufgeteilt: In Hargeysa mit der gleichnamigen Hauptstadt, die zugleich Hauptstadt Somalilands ist, und Sahil mit Berbera als Hauptstadt. Somaliland betrachtet sich seit 1991 nicht mehr als Teil von Somalia.  
Die Distrikte wurden gemäß dem Regionen- und Distriktgesetz von 2002 neu eingeteilt. Es wird zwischen Distrikten der Grade A, B, C und D unterschieden, wobei die Einordnung in Grade nach Bevölkerungszahl, Fläche, Wirtschaft und Produktion erfolgt.
| Awdal - Boorama (A) - Zeila (B) - Baki (C) - Lughaya (C) - Dilla (D) | Hargeysa - Hargeysa (A) - Gabiley (A) - Baligubadle (C) - Salahley (C) - Faraweyne (D) - Sabawanag (D) - Cadadlay (D) - Daresalam (D) - Allaybaday (D) | Sahil - Berbera (A) - Sheikh (C) - Mandhere (D) - Bulhar (D) - Hagal (D) | Sanaag - Erigabo (A) - El-Afweyn (B) - Badhan (C) - Laasqorey (C) - Dhahar (C) - Gar-adag (C) - Maydh (D) - Dararweyne (D) - Fiqi Fuliye (D) - Xiis (D) | Sool - Las Anod (A) - Aynabo (C) - Taleh (C) - Hudun (C) - Boane (D) - Yagori (D) | Togdheer - Burao (A) - Oodweyne (B) - Buhoodle (B) - Duruqsi (D) - Sh. Hasan Geele (D) - Qoryale (D) |

Im März 2008 kündigte der somaliländische Präsident Dahir Riyale Kahin die Schaffung von sechs neuen Regionen (Badhan, Buhoodle, Gabiley, Salal, Sarar und Oodweyne) sowie von 16 Distrikten an.

### Puntland

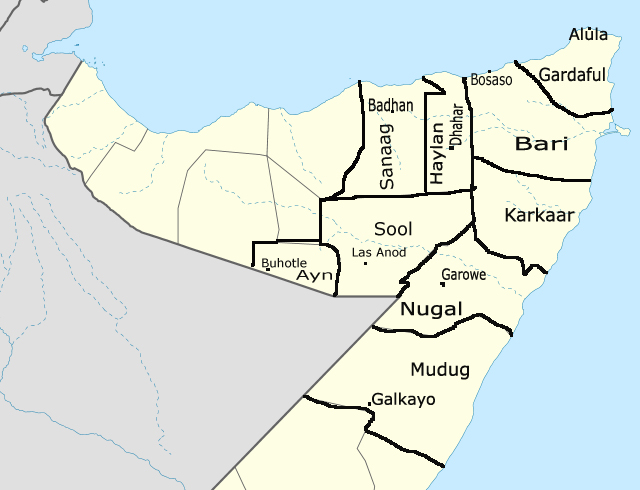
Regionen Puntlands

Zum somalischen Bundesstaat Puntland zählen die ehemaligen Regionen Bari, Nugaal und Teile von Mudug. Ferner erhebt Puntland zumindest teilweise Anspruch auf Ayn, Sool und Sanaag. Die Hauptstadt von Puntland ist Garoowe.
Nach Angaben seiner Regierung ist Puntland in folgende Regionen und Distrikte unterteilt:
| Ayn - Buhoodle - Widh-Widh - Horufadhi - Lughaya | Bari - Aluula (ab 2013 Gardaful) - Bosaso - Qandala - Iskushuban - Carmo - Ufayn | Gardaful - Aluula - Bargaal - Gumbah | Haylan - Buran - El Ayo - Dhahar - Hingalol | Karkaar - Qardho - Bandarbeyla - Waciya - Rako - Hafun | Mudug - Galkacyo - Goldogob - Jariban | Nugal - Garowe - Burtinle - Dongorayo - Eyl - Godobjiran | Sanag - Buran (ab 2006 zu Haylan) - Hingalol (ab 2006 zu Haylan) - Fiqifuliye - Dhahar (ab 2006 zu Haylan) - Laasqorey | Sool - Taleh - Hudun - Bo'ame - Kalabayr - Las Anod |

Die Region Karkaar wurde aus dem südlichen Teil von Bari gebildet. Die Bildung der Region Gardaful mit der Hauptstadt 
Aluula geht auf eine Ankündigung der Regierung vom 8. April 2013 zurück. In der Region Sanag wird seit 2006 in einen westlichen Teil (weiterhin Sanag) und einen östlichen Teil (Haylan) unterschieden. Die Kontrolle Puntlands über Gardaful und das westliche Sanag ist jedoch fraglich. Möglicherweise deshalb verzichten teilweise sogar die eigenen Ministerien, wie z. B. das für Bildung, auch Jahre später noch auf deren Unterscheidung.

### Galmudug
Der somalische Bundesstaat Galmudug kontrolliert die ehemaligen Regionen Mudug und einen großen Teil von Galguduud.

### Hirshabelle
Der somalische Bundesstaat Hirshabelle kontrolliert die ehemaligen Regionen Hiiraan und Shabeellaha Dhexe.

### South West State
Der somalische Bundesstaat South West State kontrolliert die ehemalige Region Bakool und den Nordosten von Bai.

### Jubaland
Der somalische Bundesstaat Jubaland kontrolliert die ehemaligen Regionen Basso Giuba und Gedo.

## Geschichte
Von der Unabhängigkeit 1960 bis zur Reform der Verwaltungsgliederung 1974 umfasste das Land die acht Regionen Benadir, Ober- und Unter-Jubba, Midschurtinia (italienisch Migiurtinia, Somali Majeerteeniya; nach dem dort lebenden Clan der Majeerteen-Darod), Mudugh, Hiiraan, Nordost (mit den Distrikten Burao, Erigavo und Las Anod) und Nordwest (Distrikte: Hargeysa, Berbera und Boorama). Damit war die zuletzt gültige Verwaltungsgliederung der Kolonialgebiete Italienisch-Somaliland und Britisch-Somaliland übernommen worden.
1974 ließ Siad Barre die Verwaltungsgliederung ändern. Laut Mohamed Haji Mukhtar tat er dies womöglich, um die Macht der verschiedenen Untergruppen seines Clans, der Darod, in den einzelnen Regionen zu stärken. So sei Sool für die Dolbohanta, Sanaag für die Warsangeli, Gedo für die Marehan und Bakool für die Ogadeni geschaffen worden.